# Inkorporacja (językoznawstwo)
Inkorporacja – zjawisko polegające na tworzeniu wyrazów złożonych w sposób kompozycyjny, poprzez łączenie rdzeni wyrazowych w jedną całość. Możliwa jest inkorporacja zaimków, a także przydawek i rzeczowników. Inkorporacja jest typowa dla języków polisyntetycznych.

## Przykłady
- w języku angielskim: breastfeed „karmić piersią” (dosłownie: „piersio-karmić”)
- w języku czukockim: tə-qora-pelarkən „opuszczam renifery”; wyraz qora (renifer) staje się częścią orzeczenia
- w języku nahuatl: ni-naka-kwa „jem mięso”; rzeczownik nakatl „mięso”, traci końcowe -tl
- w języku polskim: cudzołożyć, błogosławić. Bliskie zjawisku inkorporacji są rzeczowniki złożone, w których drugi element zawiera rdzeń określający czynność, np.: korkociąg, listonosz, lodołamacz.